# Jan J. van der Hoorn

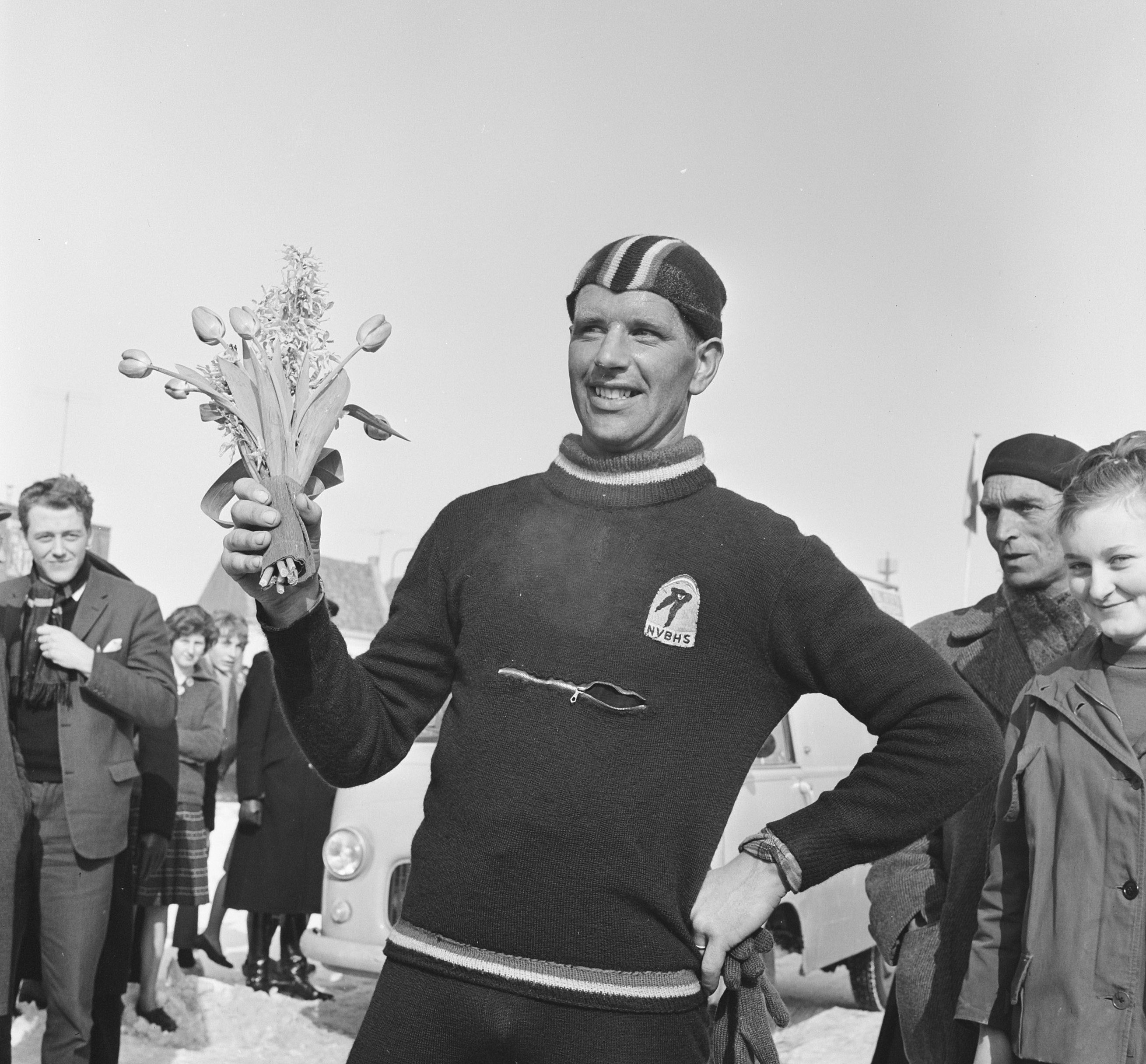
Jan van der Hoorn na winst in een schaatswedstrijd in 1963

Johannes Jacobus (Jan) van der Hoorn (Ter Aar, 30 september 1931 – aldaar, 24 november 2016) was een Nederlands schaatser.
In de elfde Elfstedentocht op 14 februari 1956 kwam hij samen met Anton Verhoeven, Aad de Koning, Maus Wijnhout en Jeen Nauta tegelijk als eerste over de finish. Omdat dit sinds de zesde Elfstedentocht in 1940 in strijd was met de regels van de Vereniging de Friesche Elf Steden, werden er geen prijzen uitgereikt, maar de vijf werden ook niet gediskwalificeerd. Het Elfstedenbestuur handhaafde hen in de officiële uitslag gezamenlijk op de eerste plaats. Ten onrechte zijn hun namen nog steeds niet vermeld op de sokkel van het Elfstedenbeeld in Leeuwarden. 
Van der Hoorn is een neef van Jan W. van der Hoorn, die in 1947 de Elfstedentocht won. Ook verschillende andere familieleden deden van zich spreken in lange schaatstochten, bijvoorbeeld zijn nicht Debora van der Hoorn. Hij was oorspronkelijk tuinder en startte later een succesvolle schaatswinkel in zijn woonplaats Ter Aar. Jan J. van der Hoorn overleed in 2016 op 85-jarige leeftijd.